# Bronisław Halicki

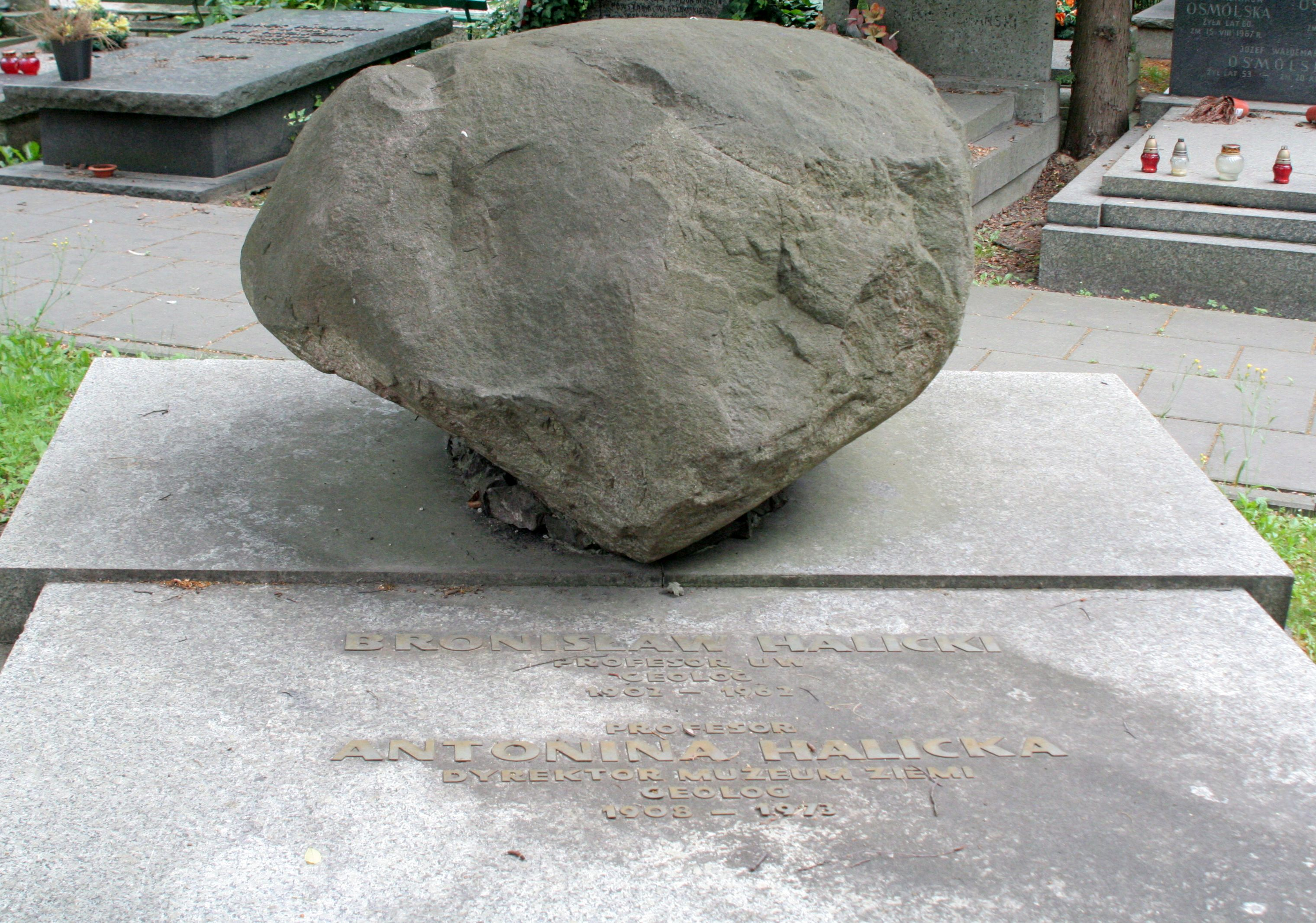
Grób Bronisława Halickiego i jego żony Antoniny na Cmentarzu Wojskowym na Powązkach

Bronisław Halicki (ur. 1902 w Moskwie, zm. 26 marca 1962 w Warszawie) – polski geolog, podróżnik, profesor Uniwersytetu Warszawskiego.

## Życie
Studiował na Uniwersytecie Jagiellońskim (geologię i geografię fizyczną). Doktorat obronił w 1926, a habilitację uzyskał w 1936. Pracownik Państwowego Instytutu Geologicznego w Warszawie (1929–1932). W latach 1933–1939 adiunkt przy Katedrze Geologii Uniwersytetu im. Stefana Batorego w Wilnie. Od 1933 polski uczestnik w Redakcji Międzynarodowej Mapy Czwartorzędu Europy. Uczestnik polskiej wyprawy na Spitsbergen w 1938. W czasie II wojny zatrudniony był w Litewskim Urzędzie Geologicznym. Po 1945 kierownik Zakładu Geologii Czwartorzędu i Geomorfologii Muzeum Ziemi w Warszawie. Profesor geologii regionalnej na UW od 1953. Odbywał podróże do wielu krajów europejskich. Uczestnik kongresów INQUA w Wiedniu i Madrycie/Barcelonie. Członek Towarzystwa Naukowego Warszawskiego i Łódzkiego Towarzystwa Naukowego. Ogłosił ponad sto prac naukowych, głównie z tematyki geologii regionalnej oraz zagadnień czwartorzędu. Był inicjatorem szeroko zakrojonych prac nad stratygrafią polskiego plejstocenu.
Jego żoną była Antonina Halicka.
Został pochowany na Cmentarzu Komunalnym na Powązkach (kwatera K-14-1/2).

## Publikacje
- W sprawie przebiegu Uralidów w Polsce i krajach przyległych,
- Materiały do znajomości budowy podłoża Polski północno-wschodniej,
- O przebiegu jednostek reglowych w dorzeczu Suchej Wody w Tatrach
- Dyluwialne zlodowacenia północnych stoków Tatr,
- O żwirach antropogenicznych w Karpatach,
- Z zagadnień stratygrafii plejstocenu na Niżu Europejskim,
- Czwartorzęd Karpat,
- Podstawowe profile czwartorzędu w dorzeczu Niemna,
- O geomorfologicznej metodzie wykrywania organogenicznych osadów interglacjalnych i jej konsekwencjach.